# Miron Barnowski-Mohyła
Miron Barnowski-Mohyła (rum. Miron Barnovschi-Movilă; zm. 1633) – hospodar Mołdawii w latach 1626–1629 i 1633.
Ojcem Mirona był bojar Dumitru Barnovschi, matka pochodziła natomiast z hospodarskiego rodu Mohyłów. Podobnie jak ojciec, Miron pełnił różne ważne funkcje na dworach hospodarskich, w dwóch ostatnich latach panowania Radu Mihnei faktycznie kierując sprawami kraju wobec choroby hospodara. Po śmierci Radu Mihnei, w styczniu 1626, został wybrany przez bojarów na hospodara mołdawskiego, co zatwierdziła Wysoka Porta (podobnie jak wszyscy hospodarowie tego okresu, Miron musiał okupić to stanowisko wysoką daniną). Pragnąc uporządkować kraj spustoszony licznymi wojnami przeprowadził pewne reformy. Z tego samego powodu nie zgodził się jednak na zapłacenie podwyższonego haraczu Porcie, w związku z czym w 1629 został usunięty z tronu; udał się wówczas do swoich dóbr w Polsce (otrzymał tu indygenat). Powrócił na tron w 1633, wezwany przez bojarów, którzy zbuntowali się przeciwko Aleksandrowi Eliaszowi i usunęli go z tronu. Udawszy się do Konstantynopola w celu uzyskania zatwierdzenia Porty został w Konstantynopolu uwięziony i ścięty – Turcy nie ufali mu z uwagi na związki z Polską, a nieufność tę wzmagały intrygi późniejszego hospodara Bazylego Lupu.

## Literatura
- Juliusz Demel, Historia Rumunii, Wrocław 1970.
- Dariusz Milewski, Mołdawia między Polską a Turcją. Hospodar Miron Barnowski i jego polityka (1626-1629), Oświęcim 2014, s. 105-122